# Theron Wood
Theron Wood (7 febbraio 1990) è un calciatore britannico delle Isole Cayman, attaccante del Bodden Town.

## Carriera

### Club
Ha giocato nella massima serie del campionato delle Isole Cayman con il Bodden Town.

### Nazionale
Ha esordito in Nazionale nel 2011, prendendo parte ad alcuni incontri di qualificazione ai Mondiali 2014.